# Camponotus andrei
Camponotus andrei är en myrart som beskrevs av Auguste-Henri Forel 1885. Camponotus andrei ingår i släktet hästmyror, och familjen myror.

## Underarter
Arten delas in i följande underarter:
- C. a. andrei
- C. a. cholericus